# Sclerocactus papyracanthus
Sclerocactus papyracanthus ist eine Pflanzenart der Gattung Sclerocactus in der Familie der Kakteengewächse (Cactaceae). Das Artepitheton verweist auf die papierartige Bedornung der Pflanzen. Englische Trivialnamen sind „Grama Grass Cactus“, „Paper-Spined Cactus“ und „Paper-Spine Pincushion Cactus“.

## Beschreibung
Die einzelnen, weichfleischigen, gestreckten, annähernd eiförmigen Pflanzenkörper sind bläulich bis grün. Sie werden 2 bis 10 cm (selten 20 cm) lang und erreichen Durchmesser von 1 bis 4 cm. Auf ihnen befinden sich zylindrische, ovale, 2,5 bis 5 mm lange und 3 mm breite Warzen. Aus den feinhaarigen, cremefarbig bis gelblichen Areolen entspringen die charakteristischen 1 bis 4 papierartigen, variablen, 2 bis 5 cm langen, weißen, grau bis bräunlichen Mitteldornen. Die Wurzeln sind faserig.
Die trichterförmigen, langröhrigen und meist am Scheitel erscheinenden Blüten sind bis 2,5 cm lang und 1,5 bis 2,5 cm breit. Die Blütenhüllblätter sind weiß, bräunlich, gelblich und blassrosa. Sie haben manchmal einen bräunlichen oder blassrosafarbenen Mittelstreifen. Die Blütezeit ist Mai bis Juni.
Die dünnwandigen, oval bis zylindrischen, bis 6 mm langen und 4 mm breiten Früchte sind bräunlich bis braun und enthalten etwa 20 schwarze, glänzende Samen, die innerhalb von 4 bis 6 Wochen reifen.

## Verbreitung
Sclerocactus papyracanthus ist eine der seltensten und außergewöhnlichsten Arten in den Vereinigten Staaten. Obwohl das Gesamtverbreitungsgebiet sehr groß ist, sind die Standorte der Art auf wenige kleine Gebiete begrenzt. Sie wächst in Arizona, New Mexico und Texas in Juniper-Pinyon Wäldern, in Grasland (in typischem Grama Gras) und auf flachen Hügeln in unterschiedlichen Bodenarten in Höhenlagen von 1100 bis 2200 m. Sie ist vergesellschaftet mit Sclerocactus parviflorus, Escobaria missouriensis subsp. navajoensis, Echinocereus fendleri, Mammillaria wrightii, Mammillaria meiacantha, Echinomastus intertextus, verschiedenen Opuntia-Arten, Yucca elata und weiteren Yucca-Arten.

## Systematik

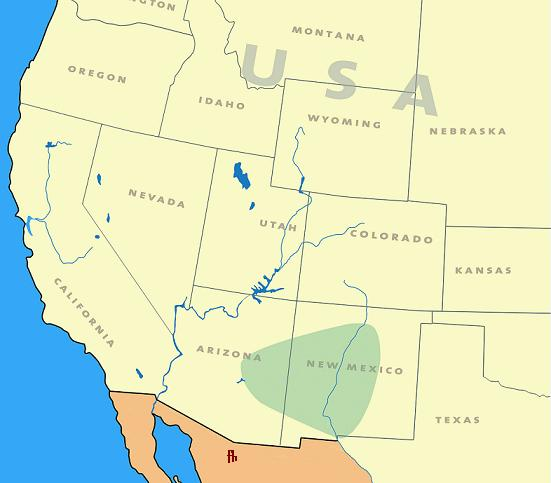
Verbreitungskarte

Die ersten Pflanzen wurden 1847 von August Fendler entdeckt. Zwei Jahre später erfolgte unter dem Namen Mammillaria papyracantha die Erstbeschreibung durch George Engelmann. Die Einstufung als eigenständige Gattung Toumeya nahmen Nathaniel Lord Britton und Joseph Nelson Rose 1922 vor. Nigel Paul Taylor stellte die Art 1987 in die Gattung Sclerocactus.
An einigen Standorten, beispielsweise in New Mexico, überlappt sich das Verbreitungsgebiet der Art mit Sclerocactus parviflorus. Die Blütezeit an diesen Standorten ist identisch, jedoch wurden bisher keine Hybriden gefunden. In Kultur in Europa waren Kreuzungen zwischen Sclerocactus parviflorus und Sclerocactus papyracanthus allerdings erfolgreich.
Synonyme sind Echinocactus papyracanthus (Engelm.) Engelm. (1863), Toumeya papyracantha (Engelm.) Britton & Rose (1922) und Pediocactus papyracanthus (Engelm.) L.D.Benson (1962).

## Gefährdung
Die Art ist bedroht und wurde in den Anhang I des Washingtoner Artenschutzabkommens zum Schutz gefährdeter Arten aufgenommen. In der Roten Liste gefährdeter Arten der IUCN wird die Art als „Least Concern (LC)“, d. h. als nicht gefährdet geführt.